# Cư M'Lan
Cư M'Lan là một xã thuộc huyện Ea Súp, tỉnh Đắk Lắk, Việt Nam.
Xã có diện tích 280,4 km², dân số năm 1999 là 1504 người, mật độ dân số đạt 5 người/km².